# Argánie trnitá
Argánie trnitá (Sideroxylon spinosum, syn. Argania spinosa), česky též dvojčet trnitý, je druh rostliny z čeledi zapotovité (Sapotaceae). Je to trnitý suchomilný strom s jednoduchými listy, vzhledově podobný olivovníku. Květy jsou drobné a žlutavé, plodem je žlutá peckovice. Strom se vyskytuje pouze v Maroku a nejzápadnějším Alžírsku. V jihozápadním Maroku je dominantní dřevinou endemického ekosystému, známého jako arganový les. Porosty byly v roce 1998 vyhlášeny biosférickou rezervací. Rostlina poskytuje obyvatelstvu mnohostranný užitek. Z plodů se získává ceněný arganový olej. Dřevina je zdrojem stavebního dřeva a paliva a má význam v medicíně. Listy a plody jsou významným krmivem koz a jiných hospodářských zvířat. Navzdory starší mylné a dosti rozšířené informaci neprocházejí semena trávicím traktem koz.
Druh byl dříve řazen do monotypického rodu Argania, v současnosti je na základě výsledků fylogenetických studií řazen do šířeji pojatého rodu Butyrospermum (darmota, železovec).

## Popis
Argánie je stálezelený strom s kulovitou korunou, připomínající olivovník. Dorůstá obvykle výšky 6 až 10 metrů, výjimečně však může být až 20 metrů vysoký. Někdy má jen keřovitý vzrůst. Je to pomalu rostoucí a dlouhověká dřevina. Dožívá se stáří 150 až 200 let, byly však nalezeny exempláře i 250 let staré. Kmen i větve jsou pokroucené. Na větévkách jsou kolcové trny. Listy jsou jednoduché, obkopinaté, krátce řapíkaté až téměř přisedlé, kožovité, na líci tmavě zelené, na rubu světlejší, 2 až 4 cm dlouhé, vyrůstající ve svazečcích. Květy jsou žlutozelené, drobné (o průměru asi 0,5 cm), oboupohlavné, pětičetné, uspořádané v klubkovitých květenstvích vyrůstajících buď z úžlabí větévek nebo z uzlin výhonů. Kališní lístky jsou na bázi krátce srostlé. Koruna je zvonkovitá, hluboce členěná do 5 laloků. Tyčinek je 5 a někdy jsou sterilní. Semeník je svrchní. Plodem je příjemně vonící, za plné zralosti žlutě zbarvená peckovice obsahující 1 až 3 semena. Dužnina plodů je štiplavá a hořká, rovněž jádra mají velmi hořkou chuť.

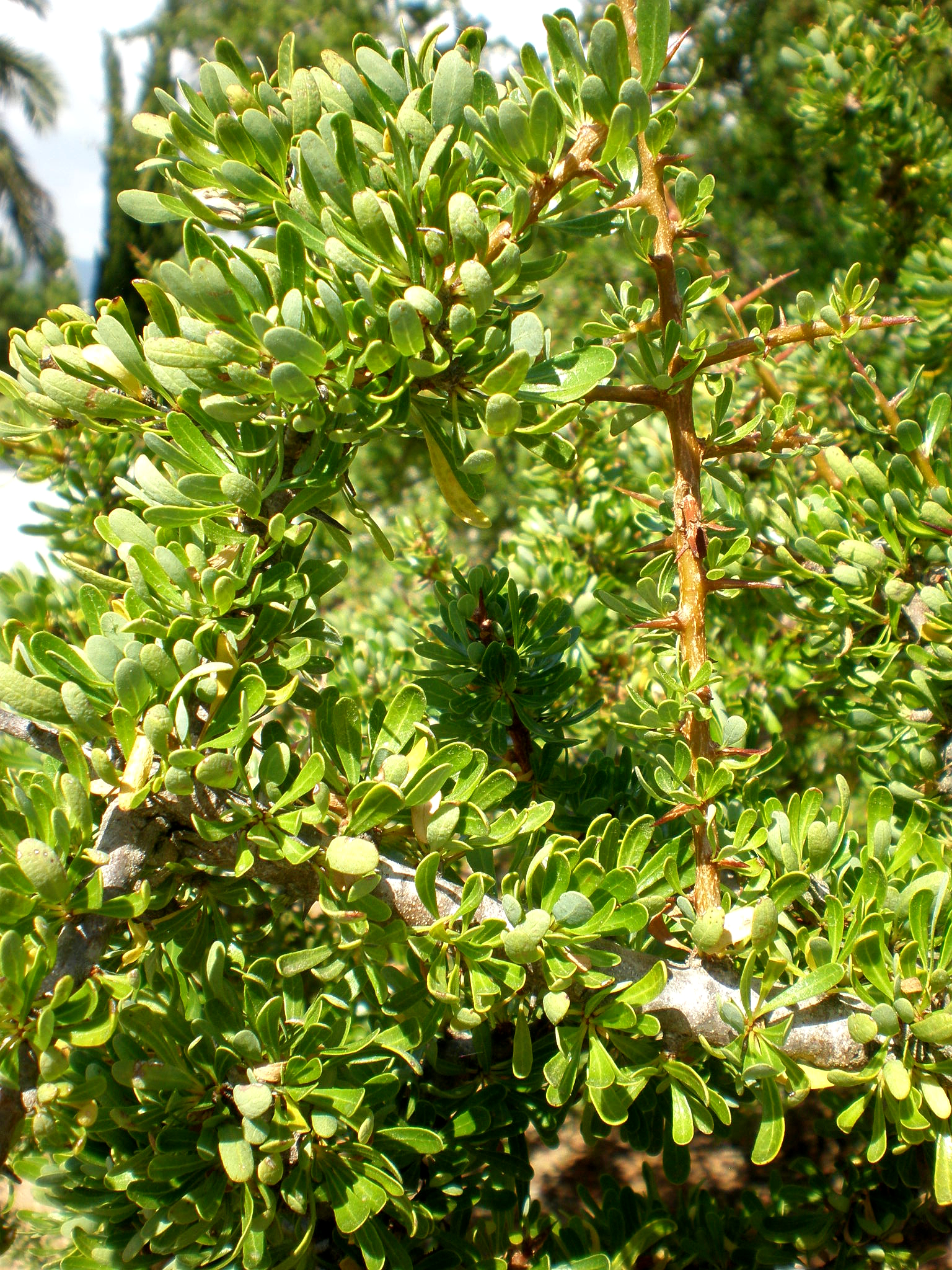
Větve argánie
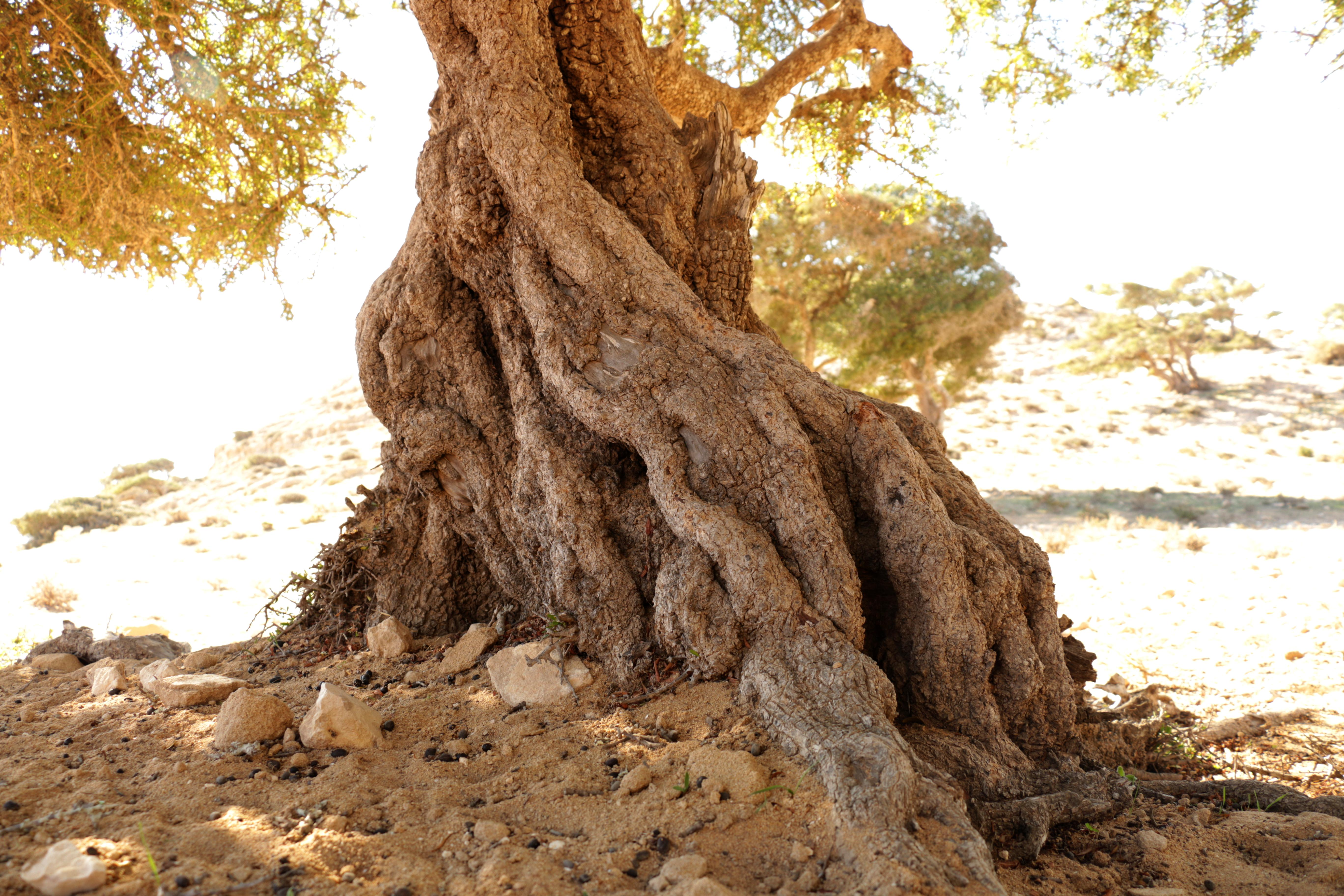
Kmen letitého exempláře
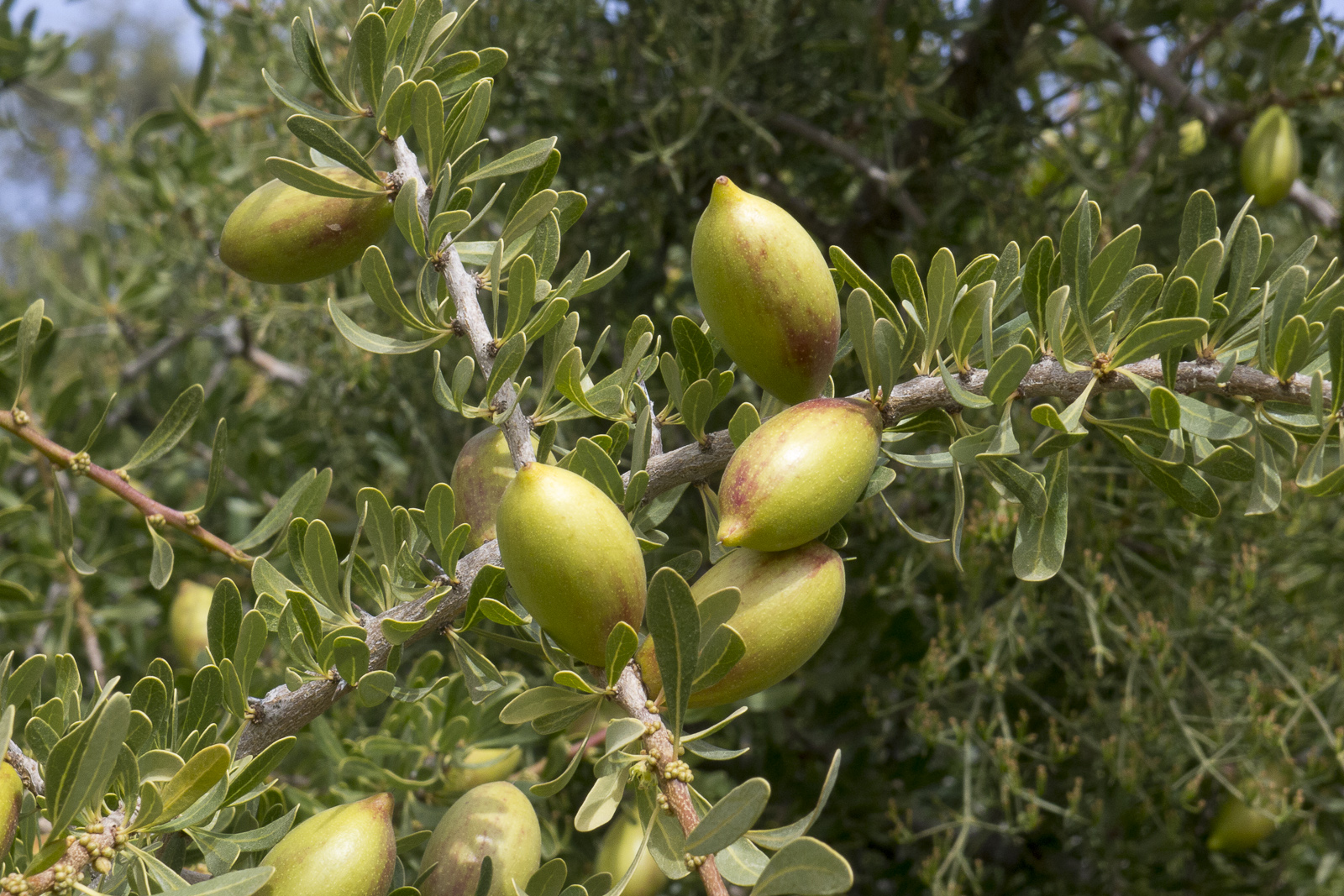
Plody argánie

## Rozšíření
Argánie se vyskytuje v jihozápadním Maroku a západním Alžírsku. Nespojitá oblast přirozeného rozšíření této dřeviny v Maroku sahá přibližně od města Safi na severu po řeku Dra na jihu a zahrnuje i region řeky Souss a úpatí Vysokého Atlasu a Antiatlasu do nadmořských výšek okolo 1100 metrů, řidčeji i výše (do 1500 metrů). Dřevina tvoří v jihozápadním Maroku dominantní složku řídkých lesních porostů, označovaných jako arganový les (argan woodland). Je to unikátní biotop, který se jinde na světě nevyskytuje. Pokrývá plochu asi 600 000 až 800 000 ha. Ještě začátkem 20. století byla rozloha těchto porostů více než dvojnásobná. Přes tento úbytek je to 2. největší lesní ekosystém v Maroku po lesích dubu cesmínovitého, které se nacházejí ve vyšších horských polohách. Druh zasahuje také do nejzápadnějšího Alžírska (oblast Tindúf), kde je vázán na břehy sezónních říčních toků. Podle některých zdrojů se vyskytuje také v Mauritánii a Západní Sahaře. Strom je vysazován i v některých jiných zemích s aridním klimatem, např. v Izraeli.

## Plody
Plody – arganové ořechy jsou podobné olivám, jsou však větší a po dozrání žluté. Dozrávají v červnu a v červenci. Uvnitř dužnatého oplodí se nachází velmi tvrdý ořech s maximálně třemi semeny ve tvaru mandle. Ze semen se vyrábí arganový olej.
Ořechy se nejprve zbaví dužnatého obalu a pak se vyloupnou ze skořápky. Vzácný arganový olej se tradičně získává mletím semen na kamenných mlýncích. Pro použití arganového oleje pro potravinářské účely se ořechy před mletím ještě opraží, aby se zbavily nahořklé chuti. Pro kosmetické využití oleje se ořechy nepraží.

## Ochrana
Argániové porosty jsou pod ochranou UNESCO. Biosférická rezervace byla vyhlášena v roce 1998 a rozkládá se na ploše více než 2.560.000 hektarů.

## Ekologické interakce

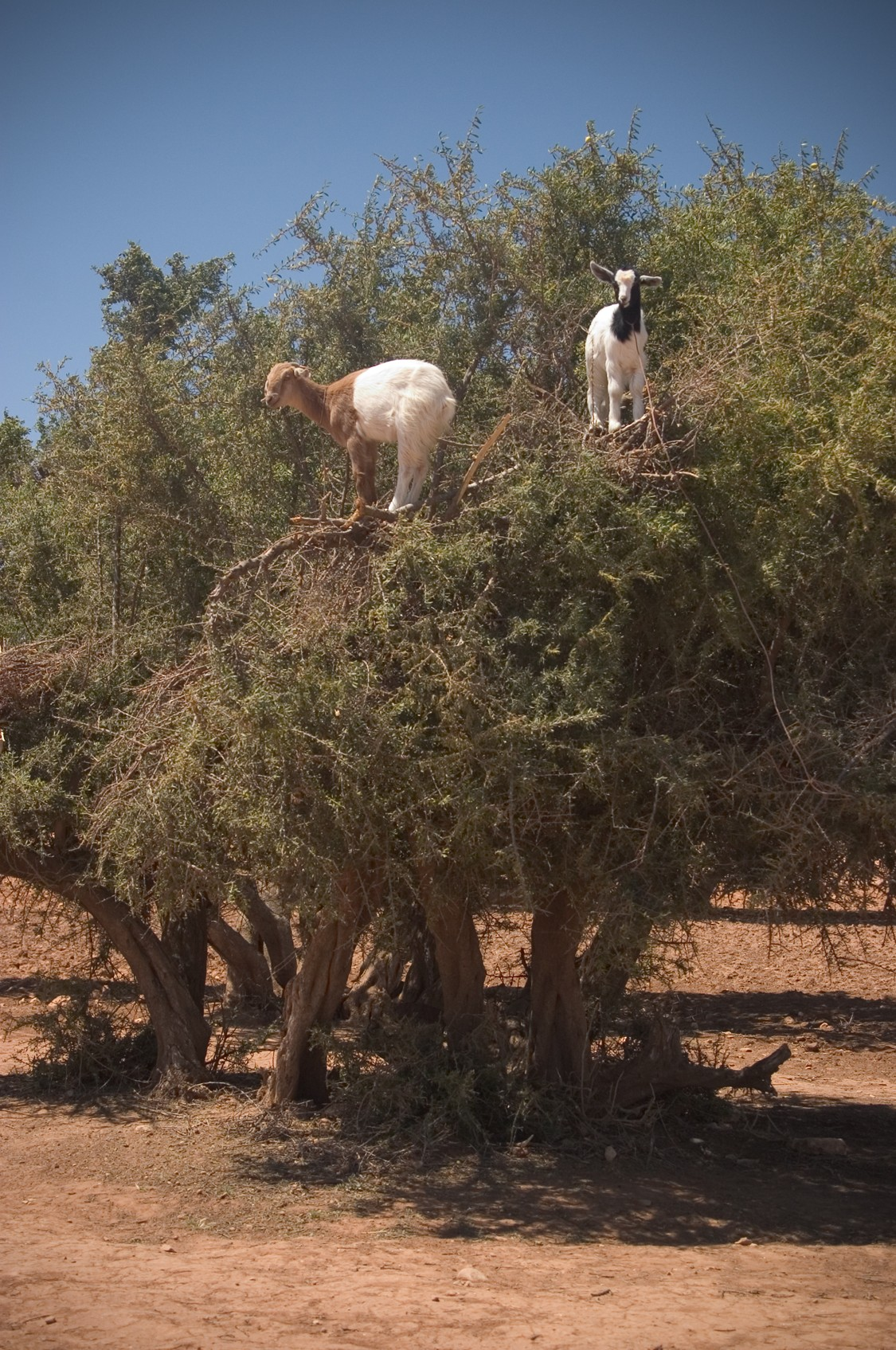
Kozy pasoucí se v koruně argánie

Květy argánie jsou silně vonné, neobsahují nektar a opylovačům nabízejí pouze pyl. Jsou opylovány především dvoukřídlým hmyzem, zejména bzučivkami a pestřenkami. Květy navštěvují také drobní brouci z čeledi květomilovití (Alleculidae). Na krátké vzdálenosti je možný i přenos pylu větrem.
Na šíření semen se podílejí pasoucí se kozy, které plody polykají a později při přežvykování potravy opět vyplivují. Jedná se tak o speciální případ endozoochorie. Bylo zjištěno, že semena z kozího bachoru vycházejí po různě dlouhé době, někdy dokonce až po 6 dnech. Semena jsou poměrně velká, trávicím traktem koz neprocházejí a v jejich trusu se tedy za běžných okolností nenacházejí.
Na kořenech argánie žijí v symbióze mykorhizní houby rodu Glomus. Srovnávací pokusy prokázaly, že semenáče s mykorhizní houbou na kořenech jsou znatelně životaschopnější než semenáče bez této houby.

## Taxonomie
Druh byl popsán C. Linnéem již v roce 1753 jako Sideroxylon spinosum. V roce 1918 pak byl vyčleněn do samostatného monotypického rodu Argania. Výsledky fylogenetických studií však ukázaly, že Argania spinosa představuje vývojovou linii uvnitř vývojového stromu rodu Sideroxylon a činí jej tak parafyletickým. Současná taxonomie se proto kloní k zařazení druhu opět do rodu Sideroxylon. V opačném případě by bylo nutno rozštěpit tento rod na větší počet samostatných monofyletických rodů, představujících jednotlivé vývojové linie.

## Význam

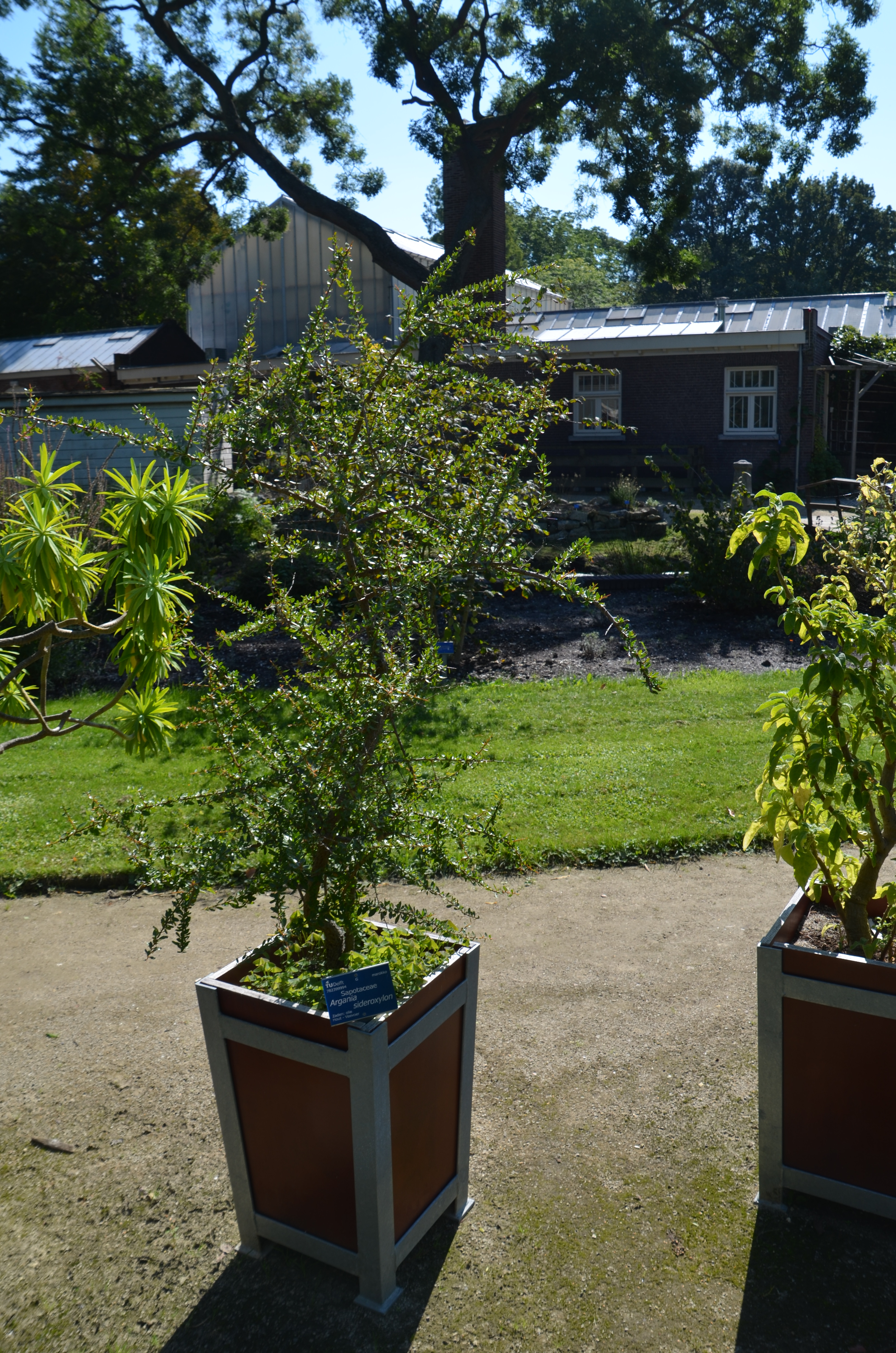
Argánie v botanické zahradě v Holandsku

Argánie je v jižním Maroku ekologicky i ekonomicky důležitá dřevina, poskytující domorodcům mnohostranný užitek.
Hlavním produktem je arganový olej, který se získává z jader plodů. Má hnědavou barvu a vysokou nutriční hodnotu. V Maroku je tento olej značně ceněný a jeho cena je dvojnásobná oproti ceně olivového oleje. Roční produkce se pohybuje pouze v rámci regionu As-Sawíra mezi 1000 a 2000 tun. Vyváží se také do zahraničí, kde slouží zejména v kosmetickém průmyslu a potravinářství. Tradičně pecky sbírají pastýři koz, neboť kozy plody konzumují a pecky poté vyplivují. V minulosti se věřilo, že semena procházejí jejich trávicím systémem a sběrači je vybírají z trusu. Tyto pověsti se však ukázaly jako nepravdivé.
V Maroku se z mandlí, medu a arganového oleje tradičně připravuje mandlové máslo. Po extrakci oleje z jader zbývá čokoládově zbarvená pasta zvaná amlou, která se po oslazení používá v domácnostech Berberů jako krém na chléb. Voní podobně jako arašídové máslo.
Arganový olej je bohatý na vitamín E, snižuje hladinu cholesterolu v krvi, podporuje krevní oběh, pomáhá zažívání a zesiluje obranyschopnost organismu. Berbeři v jižním Maroku jej používají také při ošetřování planých neštovic a akné.
Listy a plody slouží v oblastech arganového lesa jako hlavní krmivo pro kozy, ovce i hovězí dobytek.
Dřevo argánie je těžké, velmi tvrdé a trvanlivé, odolné vůči dřevokaznému hmyzu. Používá se zejména na různé tesařské práce, využívá se i jako kvalitní palivo a k výrobě dřevěného uhlí. Jako topivo při vaření slouží i skořápky plodů. Strom je vysazován ke stabilizaci půd proti erozi, neboť má rozsáhlý a hluboký kořenový systém. Také se používá na větrolamy a živé ploty.

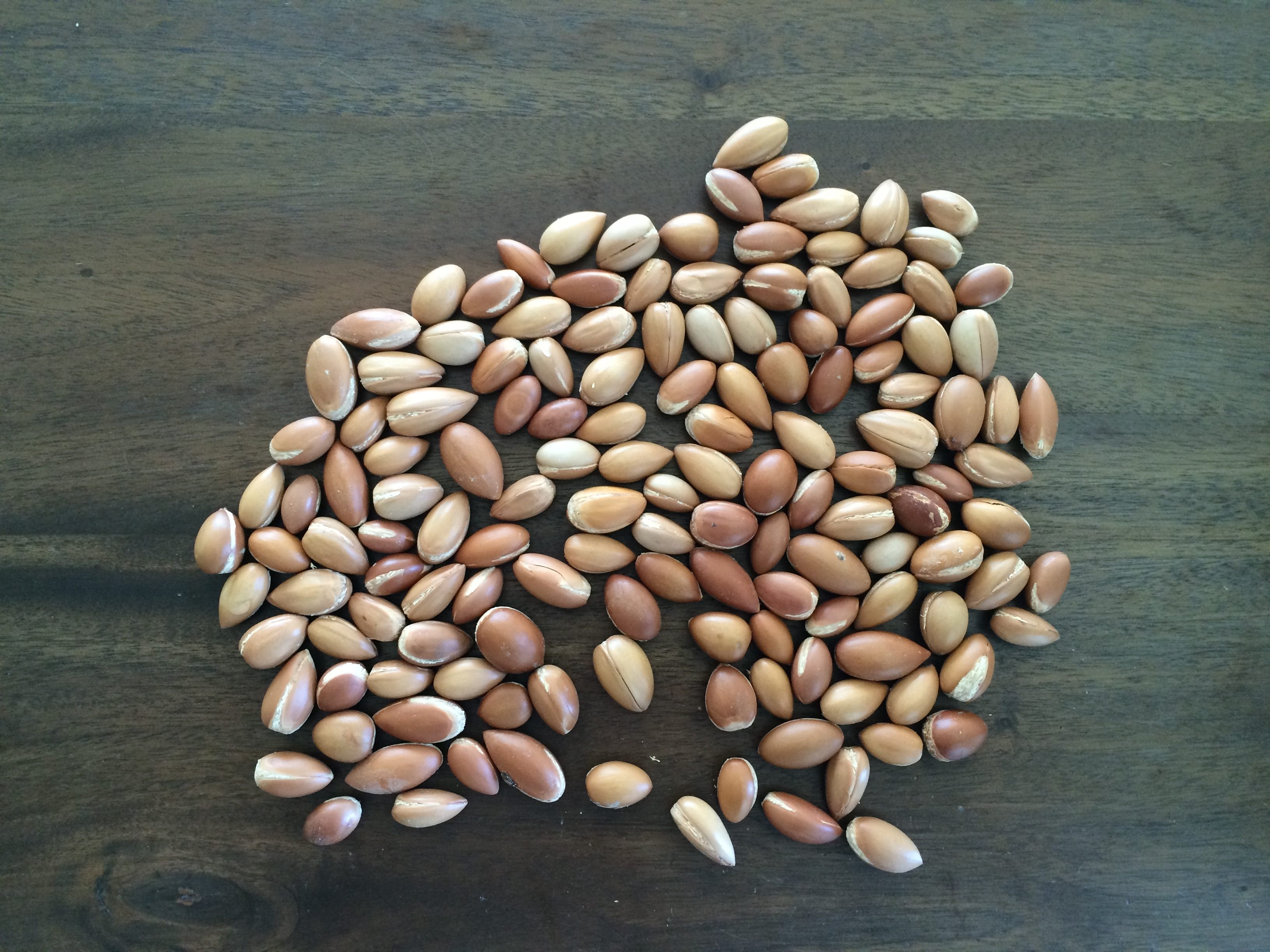
Arganová semena
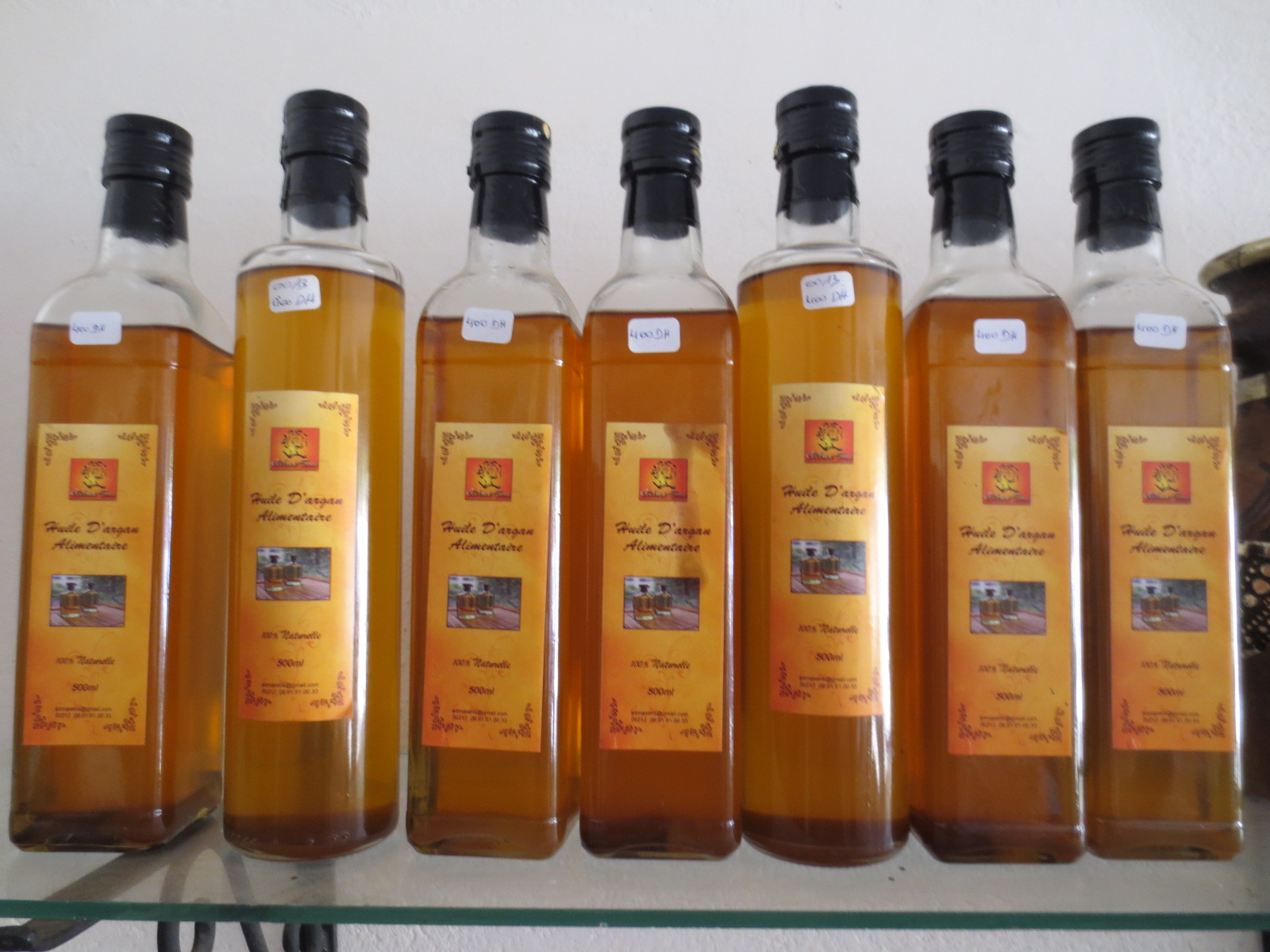
Arganový olej
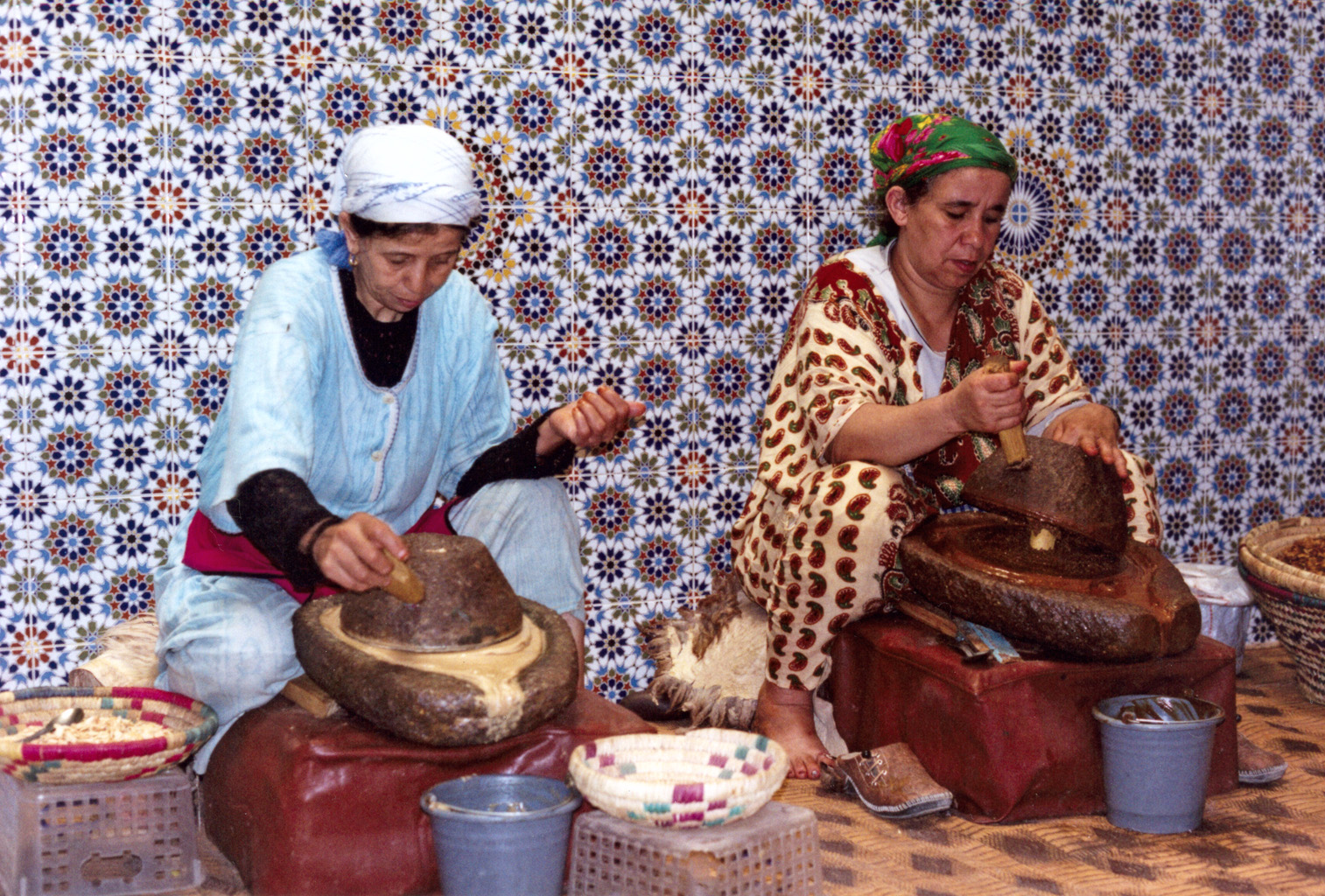
Tradiční výroba arganového oleje